# Veľká Tŕňa
Velká Tŕňa je obec na Slovensku. Nachází se v Košickém kraji, v okrese Trebišov. Obec Veľká Tŕňa přísluší do tradičního regionu Zemplín.
Obec má rozlohu 14,11 km² a leží v nadmořské výšce 174 m. K 31. 12. 2011 v obci žilo 454 obyvatel, což představuje hustotu osídlení 32,18 obyv./km². První písemná zmínka o obci je z roku 1220.